# Anthony Nesty
Anthony Nesty (* 25. listopadu 1967) je bývalý surinamský plavec, olympijský vítěz z her v Soulu 1988. Je jediným olympijským vítězem ze Surinamu v celé historii.

## Život a kariéra
Narodil se na Trinidadu, ale rodina se brzy přestěhovala do Surinamu, kde začal s plaváním. Poté, co skončil na olympiádě v Los Angeles v roce 1984 na 21. místě, dostal možnost trénovat v USA v Jacksonville na Floridě, kde měl podmínky stejné jako špičkoví plavci. V roce 1988 na olympijských hrách v Soulu na trati 100 m motýlek dokázal vybojoval zlatou medaili, když ve finále porazil o jedinou setinu sekundy Američana Matta Biondiho. Stal se tak prvním olympijským vítězem ze Surinamu. Na trati 100 m motýlek zůstal po olympiádě neporažen tři roky, zvítězil i na mistrovství světa v roce 1991. Na olympiádě v Barceloně se pokoušel o obhajobu olympijského zlata, což se mu nepodařilo, ale vybojoval alespoň bronzovou medaili.
Po vítězství v Soulu dostal stipendium na University of Florida, kde studoval a závodil na amerických univerzitních soutěžích. Po ukončení aktivní kariéry pokračoval jako plavecký trenér na Floridě.
Jeho olympijský triumf měl v Surinamu velký ohlas. Místní vláda rozhodla o vydání poštovní známky, zlaté i stříbrné mince a bankovky v hodnotě 25 guilderů s motivy připomínajícími tuto událost. Surinamské aerolinie podle něj pojmenovaly jedno z letadel. To se bohužel v roce 1989 zřítilo během přistávacího manévru na letišti v Paramaribu a se 176 oběťmi je tak největším leteckým neštěstím v dějinách země.